# Faceted Application of Subject Terminology
Faceted Application of Subject Terminology (Fasetirana aplikacija nazivlja predmetnih odrednica, FAST), pojednostavljena sintaksa Deskriptora Kongresne knjižnice (LCSH). FAST je razvijao Online Computer Library Center, Inc. (OCLC) kao dio WorldCata. OCLC ga je razvijao radi izrade manje skupa katalogiziranja subjekata i radi lakšega provođenja u online kontekstima. FAST-ovi deskriptori (eng. subject heading) razdvajaju tematske od netematskih podataka, poput informacije o obliku, kronološkoj pokrivenosti ili zemljopisnoj pokrivenosti.
FAST rezultat je nastojanja Kongresna knjižnica je nastojala prilagoditi postojeći predmetni sustav potrebama sadržajne obrade u metapodatcima. Projekt FAST su uveli radi razvijanja sheme predmetnih odrednica zasnovanih na LCSH. Zbog rasta mreže zbivaju se suvremeni trendovi u predmetnoj obradi (eng. subject analysis) koji koji nužno izazivaju promjene u sustavima bibliografske kontrole. Uspostavom FAST-a slijedi se te trendove.
LCSH je najrašireniji opći kontrolirani rječnik predmetnih odrednica. Novorazvijene predmetne odrednice bit će prikladne za sadržajnu obradu u metapodatcima, pri čemu se će lako moći služiti sustavom, razumjeti ga i održavati, a da se pritom nastoji zadržati bogatstvo LCSH-ova rječnika. Moguće je konvertirati LCSH-ove jedinice u FAST-ove jedinice. Smanjit će potrebu za novim odrednicama.
U prvoj fazi projekta, predmetne odrednice iz LCSH se razlažu u fasetu teme, mjesta, vremena i jezika i izgrađuje se normativna datoteka FAST-vih predmetnih odrednica. Sâm FAST je poslijekoordinirani fasetni rječnik za online okruženje. Spoj ključnih riječi i kontroliranoga rječnika su metapodatci za predmetnu analizu mrežnih izvora.
Za razliku od LCSH-ovih deskriptora, koji su pretkoordinirani, FAST-ovi su poslijekoordinirani.